# Torkopf
Torkopf är en bergstopp i Österrike.   Den ligger i förbundslandet Vorarlberg, i den västra delen av landet, 500 km väster om huvudstaden Wien. Toppen på Torkopf är 1 930 meter över havet, eller 55 meter över den omgivande terrängen. Bredden vid basen är 0,06 km.
Terrängen runt Torkopf är kuperad åt nordväst, men åt sydost är den bergig. Närmaste större samhälle är Mittelberg, 6,5 km söder om Torkopf. 
Trakten runt Torkopf består i huvudsak av gräsmarker. Runt Torkopf är det ganska tätbefolkat, med 139 invånare per kvadratkilometer.